# Peter Scolari
Peter Thomas Scolari (New Rochelle, Nueva York; 12 de septiembre de 1955-Nueva York, 22 de octubre de 2021) fue un actor estadounidense, reconocido por sus papeles como Michael Harris en Newhart (1984–1990) y como Henry Desmond en Bosom Buddies (1980–1982).
Recibió tres nominaciones a los Premios Emmy por su labor en Newhart y ganó un Primetime Emmy por su papel como Tad Horvath en el seriado Girls. Falleció el 22 de octubre de 2021 en Nueva York a causa de leucemia a los 66 años de edad.

## Filmografía

### Cine
| Año  | Título                                         | Papel             | Notas        |
| ---- | ---------------------------------------------- | ----------------- | ------------ |
| 1978 | Take Off                                       | Kookie            |              |
| 1984 | The Rosebud Beach Hotel                        | Elliot Garner     |              |
| 1986 | Mr. Bill's Real Life Adventures                | Sr. Bill          | Cortometraje |
| 1990 | Corporate Affairs                              | Simon Tanner      |              |
| 1993 | Ticks                                          | Charles Danson    |              |
| 1994 | Camp Nowhere                                   | Donald Himmel     |              |
| 1996 | That Thing You Do!                             | Troy Chesterfield |              |
| 2002 | Sorority Boys                                  | Louis             |              |
| 2004 | The Polar Express                              | Billy             |              |
| 2005 | Magnificent Desolation: Walking on the Moon 3D | Pete Conrad (voz) | Cortometraje |
| 2006 | Mentor                                         | Jonathan Parks    |              |
| 2006 | Cathedral Pines                                | Mike McGary       |              |
| 2007 | Suburban Girl                                  | Mickey Lamm       |              |
| 2007 | A Plumm Summer                                 | Agente Hardigan   |              |
| 2012 | Letting Go                                     | Bill              |              |
| 2016 | Dean                                           | Patrick           |              |
| 2020 | Looks That Kill                                | Paul              |              |

### Televisión
| Año       | Título                                            | Papel                                      | Notas         |
| --------- | ------------------------------------------------- | ------------------------------------------ | ------------- |
| 1979      | Wally Brown                                       | Douglas Burdett                            |               |
| 1979      | Angie                                             | Kenny                                      | 1 episodio    |
| 1980      | Goodtime Girls                                    | Benny Loman                                | 13 episodios  |
| 1980–1982 | Bosom Buddies                                     | Henry Desmond / Hildegarde 'Hilde' Desmond | 37 episodios  |
| 1982      | Remington Steele                                  | Albie Fervitz                              | 1 episodio    |
| 1982      | Missing Children: A Mother's Story                | Woody                                      | Telefilme     |
| 1983      | Carpool                                           | Robert Duff                                | Telefilme     |
| 1983      | Happy Days                                        | Jake                                       | 1 episodio    |
| 1983      | Baby Makes Five                                   | Eddie Riddle                               | 5 episodios   |
| 1984      | Amazons                                           | Dr. Jerry Menzies                          | Telefilme     |
| 1984      | Finder of Lost Loves                              | Ted Caton                                  | 1 episodio    |
| 1984–1990 | Newhart                                           | Michael Harris                             | 142 episodios |
| 1986      | Hotel                                             | Tom                                        | 1 episodio    |
| 1986      | Family Ties                                       | Paul Kenter                                | 1 episodio    |
| 1986      | You Are the Jury                                  | Stephen Best                               | 1 episodio    |
| 1986      | The Love Boat                                     | Frank Hobbs                                | 1 episodio    |
| 1986      | The Love Boat                                     | Wellington David Rothmeyer                 | 2 episodios   |
| 1986      | Fresno                                            | Mesero                                     | Telefilme     |
| 1987      | Fatal Confession: A Father Dowling Mystery        | Chris Robinson                             | Telefilme     |
| 1987      | The New Mike Hammer                               | Andy Shales                                | 1 episodio    |
| 1988      | The Twilight Zone                                 | Delos of Atlantis / Leonard Randall        | 1 episodio    |
| 1989      | CBS Summer Playhouse                              | Morgan                                     | 1 episodio    |
| 1989      | Trying Time                                       | Howard LaMotta                             | 1 episodio    |
| 1989      | The Ryan White Story                              | David Day                                  | Telefilme     |
| 1990      | Encyclopedia Brown                                | Bandini                                    | 1 episodio    |
| 1990      | World's Greatest Magicians... At the Magic Castle |                                            | Telefilme     |
| 1991      | Danger Team                                       | Oficial Shields                            | Telefilme     |
| 1991      | Fire: Trapped by the 37th Floor                   | Paul DeWitt                                | Telefilme     |
| 1991      | Perfect Harmony                                   | Derek Sanders                              | Telefilme     |
| 1991      | Perry Mason: The Case of the Glass Coffin         | David Katz                                 | Telefilme     |
| 1992      | The House on Sycamore Street                      | Dr. Zachary 'Zach' Drummond                | Telefilme     |
| 1992      | Batman: The Animated Series                       | John Hamner (voz)                          | 1 episodio    |
| 1992      | Nurses                                            | George Myrock                              | 1 episodio    |
| 1993      | Fallen Angels                                     | Clerk                                      | 1 episodio    |
| 1993      | The Mommies                                       | Ken Ballantine                             | 1 episodio    |
| 1993      | Family Album                                      | Jonathan Lerner                            | 6 episodios   |
| 1993      | Animaniacs                                        | Wilford B. Wolf                            | 1 episodio    |
| 1994      | Burke's Law                                       | Johnny Lake                                | 1 episodio    |
| 1994      | Empty Nest                                        | Dieter Dietz                               | 1 episodio    |
| 1994      | Lois & Clark: The New Adventures of Superman      | Stuart Hofferman                           | 1 episodio    |
| 1994      | Touched by an Angel                               | Charles Hibbard                            | 1 episodio    |
| 1994      | Animaniacs                                        | Conductor                                  | 1 episodio    |
| 1994      | Dave's World                                      | Fred                                       | 1 episodio    |
| 1995      | A Whole New Ballgame                              | Glenn                                      | 2 episodios   |
| 1995      | Batman: The Animated Series                       | Gunther Hardwicke (voz)                    | 1 episodio    |
| 1995      | Dweebs                                            | Warren Mosbey                              | 10 episodios  |
| 1995      | Can't Hurry Love                                  | Colin                                      | 1 episodio    |
| 1995–1996 | Gargoyles                                         | Preston Vogel (voz)                        | 5 episodios   |
| 1996      | The Home Court                                    | Kenyon Stanton                             | 1 episodio    |
| 1996      | The Drew Carey Show                               | Kemp                                       | 1 episodio    |
| 1996      | Stop the World, I Want to Get Off                 | Littlechap                                 | Telefilme     |
| 1996      | Talk to Me                                        | Howard Grant                               | Telefilme     |
| 1996      | For Hope                                          | Segunda cita                               | Telefilme     |
| 1997      | Duckman: Private Dick/Family Man                  | Brad (voz)                                 | 1 episodio    |
| 1997      | The Nanny                                         | Leslie Tilbert                             | 1 episodio    |
| 1997      | George & Leo                                      | Dr. Michael Harris                         | 1 episodio    |
| 1997      | Pinky and the Brain                               | Voces                                      | 1 episodio    |
| 1997–2000 | Honey, I Shrunk the Kids: The TV Show             | Wayne Szalinski                            | 66 episodios  |
| 1998      | Pinky and the Brain                               | Mr. Perfect (voz)                          | 1 episodio    |
| 1998      | From the Earth to the Moon                        | Pete Conrad                                | 1 episodio    |
| 1998      | Hey Arnold!                                       | Doug (voz)                                 | 1 episodio    |
| 2000      | The Ultimate Christmas Present                    | Edwin Hadley                               | Telefilme     |
| 2001      | Touched by an Angel                               | Tim Albright                               | 1 episodio    |
| 2001      | Ally McBeal                                       | Hooley                                     | 1 episodio    |
| 2002      | Reba                                              | Parker Reynolds                            | 1 episodio    |
| 2002      | The King of Queens                                | Ron                                        | 1 episodio    |
| 2002      | ER                                                | Kyle Evans                                 | 1 episodio    |
| 2002      | The West Wing                                     | Jake Kimball                               | 1 episodio    |
| 2002      | What I Like About You                             | Dad                                        | 1 episodio    |
| 2002      | What's New, Scooby-Doo?                           | Prof. Higginson (voz)                      | 1 episodio    |
| 2003      | Sabrina, the Teenage Witch                        | Ringmaster                                 | 1 episodio    |
| 2005      | Listen Up!                                        | Andrew McKillop                            | 2 episodios   |
| 2006      | Big Love                                          | Maestro                                    | 1 episodio    |
| 2006      | American Dad!                                     | Conductor de limusina (voz)                | 1 episodio    |
| 2011      | Batman: The Brave and the Bold                    | Ray Palmer / Atom (voz)                    | 1 episodio    |
| 2012–2017 | Girls                                             | Tad Horvath                                | 21 episodios  |
| 2013      | White Collar                                      | Zimmer the Keymaster                       | 1 episodio    |
| 2015      | Gotham                                            | Gillian B. Loeb                            | 5 episodios   |
| 2015      | Chopped                                           | Él mismo                                   | 1 episodio    |
| 2016      | Madoff                                            | Peter Madoff                               | 4 episodios   |
| 2017      | Odd Mom Out                                       | Abogado                                    | 1 episodio    |
| 2017      | Law & Order: Special Victims Unit                 | Dr. Dennis Barkley                         | 1 episodio    |
| 2018      | The Good Fight                                    | Greg                                       | 1 episodio    |
| 2019-2020 | Evil                                              | Thomas Marx                                | 3 episodios   |